# 特提斯洋

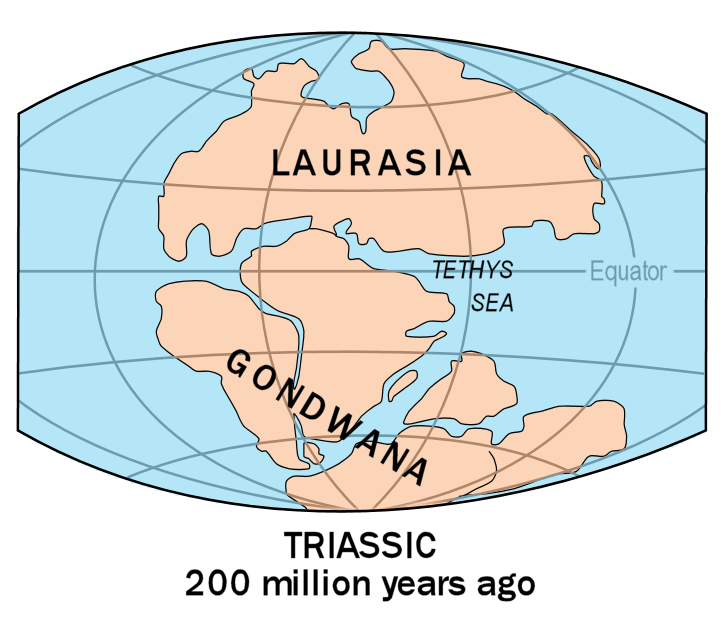
二億年前的三疊紀，盤古大陸分裂成勞亞大陸與岡瓦納大陸，（第一）特提斯海開始出現，是特提斯洋的前身

特提斯洋（Tethys Ocean，希臘語： Tēthús），又名特提斯海或新特提斯洋（Neo-Tethys），是個中生代時期的一个史前海洋。位於勞亞大陸與岡瓦納大陸之間。它是现代印度洋、地中海和欧亚大陆内陆海盆地（主要以现今的黑海和里海为代表）的前身。
其前身是寒武纪到早三叠世的古特提斯洋；新特提斯洋形成于晚三叠世，持续到约5000万年前的始新世。副特提斯洋形成于晚侏罗世，在渐新世（3400万年前）被隔离开来，到上新世（500万年前）之后基本干涸。欧洲与西亚的地中海、黑海、里海都是副特提斯洋的遗迹。 

## 詞源
特提斯洋以忒堤斯 (Tethys) 的名字命名，在古希臘神話中，忒堤斯是一位女海神，是俄刻阿诺斯 (Oceanus) 的姐妹和妃子，也是俄刻阿尼得斯 (Oceanids) 海仙女和世界上大河、湖泊和噴泉的母親。

## 相關名詞與海域
許多網路上的特提斯海，其實指的是特提斯洋，反之亦然。但有些網站將侏儸紀時期出現的大西洋，與特提斯海混淆。
特提斯洋的西部，稱為西特提斯洋（Western Tethys Ocean）、阿爾卑特提斯海（Alpine Tethys Ocean）、特提斯海。黑海、裏海、鹹海被認為是它們的殘餘部份，但黑海有可能是更古老的古特提斯洋的遺跡。但西特提斯洋並非單一個開放性海洋，而是分佈者火山島與微大陸。西特提斯洋的東部分布者瓦莱洋、皮埃蒙特-利古里亞洋，以亞伯蘭板塊、伊比利亞板塊、阿普利亞板塊上的陸塊為界。中生代時期的海平面很高，各大陸的許多部分成為淺海。在新生代時期，歐洲中部與東部被副特提斯洋（Paratethys）覆蓋着。副特提斯海又稱潘諾尼亞海（Pannonian Sea），這個海域在中新世末期消失，成為獨立的內海，並在更新世乾涸，成為陸地。
特提斯洋的東部，則被稱為東特提斯洋（Eastern Tethys Ocean）。
隨者相關理論的提出，科學家們將特提斯一詞，用在更古老的相似海洋上。古特提斯洋，出現在4.4億年前的志留紀，位在匈奴超地体與盤古大陸南部（之後的南界先後為岡瓦納大陸、基梅里大陸）之間，在侏儸紀時期消失。原特提斯洋出現在6億年前的埃迪卡拉紀，在3.6億年前的泥盆紀消失，位在波羅地大陸與盤古大陸北部、南部之間。原特提斯洋、古特提斯洋有時會與瑞克洋產生混淆，瑞克洋存在於志留紀，在上述兩個海洋的西方，波羅地大陸、阿瓦隆尼亞大陸、盤古大陸南部之間。

## 現代理論
从埃迪卡拉纪（6亿年前）到泥盆纪（3.6亿年前），存在着原特提斯洋，北面是波罗的大陆、劳伦西亚大陆，南边是冈瓦纳大陆。
志留纪（4.4亿年前）到侏罗纪，古特提斯洋存在于匈奴超地体和冈瓦纳大陆之间。在4亿年的时间里，大陆地体不断从南半球的冈瓦纳大陆分离出来，向北迁移，在北半球形成了亚洲。

### 三叠纪

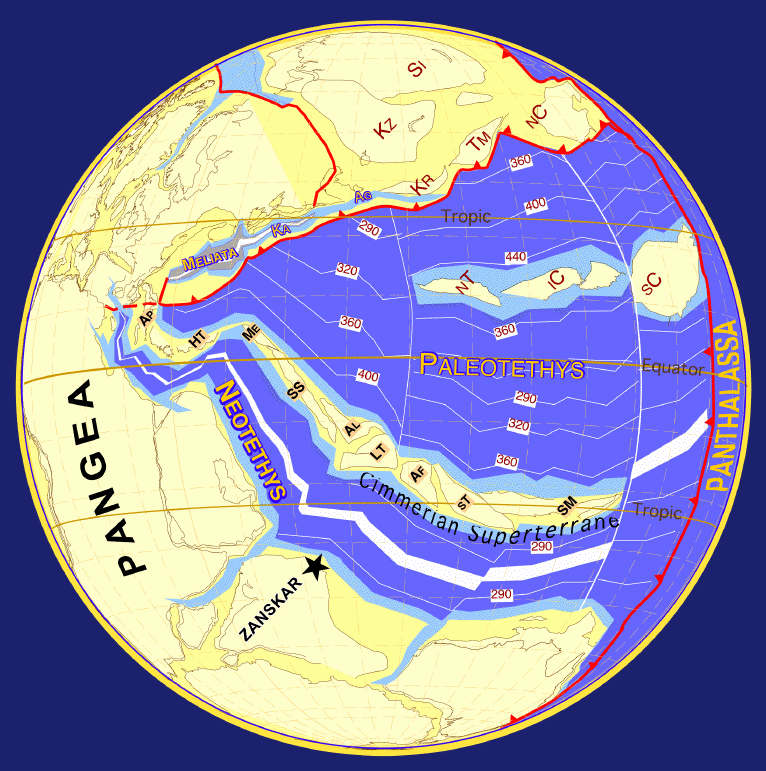
2.49亿年前的特提斯洋

約在2.5億年前的晚二疊紀，盤古大陸南部（後來的岡瓦納大陸）的北緣出現一道裂谷，辛梅利亞大陸開始分裂，古特提斯洋的南邊開始出現新的海洋。在接下來的6,000萬年間，辛梅利亞板塊與盤古大陸分離，往北方移動，使古特提斯洋往盤古大陸北部（勞亞大陸）的東南緣縮小。盤古大陸南部與辛梅利亞大陸（現今的土耳其、伊朗、阿富汗、西藏、中南半島、馬來亞）之間出現新海洋－特提斯洋，取代原本古特提斯洋的位置。

### 侏罗纪
在1.5億年前的侏羅紀，辛梅利亞大陸與盤古大陸北部（後來的勞亞大陸）碰撞、接合，並形成隱沒帶，稱為特提斯海溝。海平面上升，特提斯洋延伸入西邊的歐洲，形成了第一特提斯海。同一時期盤古大陸分裂為勞亞大陸與岡瓦納大陸，大西洋開始出現。由于南北美洲仍与冈瓦纳大陆（的剩余部分）和劳亚大陆连接，所以特提斯洋是环绕地球的大洋带的一部分，大约位于北纬30°和赤道之间。因此早白垩世的洋流与今日截然不同。

### 晚白垩世

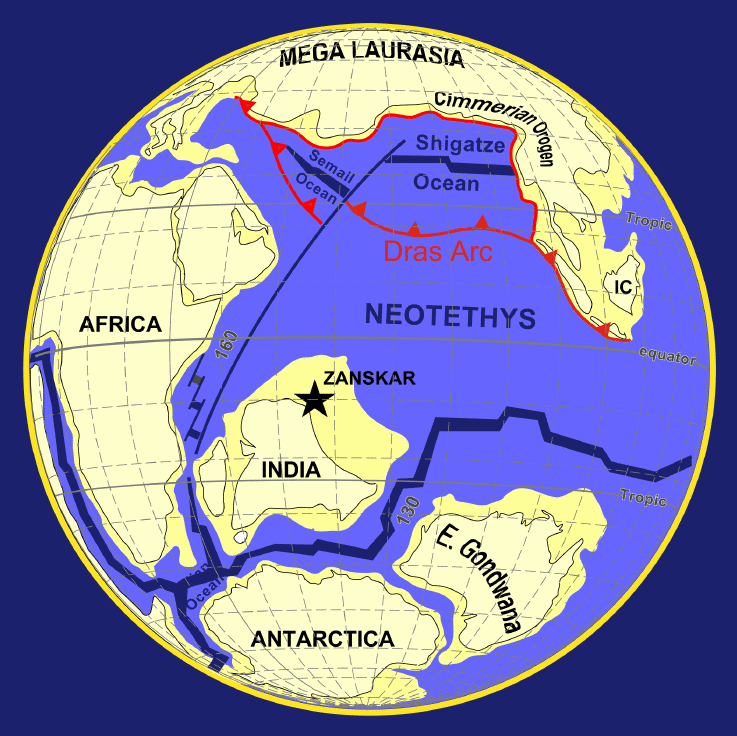
1亿年前的特提斯洋

在侏儸紀與白堊紀期間（約一億年前），岡瓦納大陸開始分裂，非洲與印度往北離開，穿越特提斯洋，印度洋開始出現。

### 新生代
特提斯洋的四周都有陸塊推進着，在1500萬年前的中新世晚期，特提斯洋縮減為特提斯海道（Tethys Seaway），或稱第二特提斯海。
現今印度、印尼、印度洋等區域，過去曾被特提斯洋覆蓋者。現今的地中海是西特提斯洋的殘餘部份，而黑海、裏海、與鹹海則是副特提斯海的殘餘部份。特提斯洋的海底，大部分隱沒到辛梅利亞大陸與勞亞大陸之下。休斯等地理學家在喜馬拉雅山脈的岩層中發現海洋生物的化石，這個地區過去是特提斯洋的海底，直到印度大陸與基梅里大陸碰撞，使海底上升。歐洲的阿爾卑斯造山運動也有類似的證據，顯示非洲板塊造成阿爾卑斯山脈。
對古生物學家而言，特提斯洋非常重要，因為特提斯洋的周圍有許多陸棚，可在這些昔日陸棚發現棲息於海洋、沼澤、河口的許多生物化石，可研究長時間的生物變化。
原特提斯洋（Proto-Tethys Ocean）是随着冈瓦纳大陆与劳亚大陆从盘古大陆分裂而产生的大洋。寒武纪时期，原特提斯洋不断扩张，晚奥陶世至中志留世期间，海洋最为宽广。海洋位于西部的西伯利亚和东部的冈瓦纳之间。晚志留世时期，华北和华南从冈瓦纳向北移动，海洋开始萎缩。最终随着华北克拉通与西伯利亚-哈萨克斯坦拼贴到一起，原特提斯洋最终闭合，此时古特提斯洋开始扩张。
古特提斯洋（Paleo-Tethys Ocean）初始裂开于奥陶纪晚期（450Ma），伴随着匈奴块体的分裂，从冈瓦纳大陆分离。志留纪晚期（420Ma）华北、华南板块分别自冈瓦纳大陆分离，使得古特提斯洋的范围进一步扩大。泥盆纪时期，古特提斯洋的北界开始发生俯冲，洋壳开始俯冲到劳亚大陆南部之下，此后古特提斯洋开始了长期的俯冲演化。
新特提斯洋（Neo-Tethys Ocean）：大约2.5亿年前，在三叠纪时期， 在冈瓦纳大陆北侧大陆架上形成了一个巨大的裂谷，最终裂解出了Cimmerian板块，随之在古特提斯洋的南端开始形成一个新的海洋，这个大洋就是在地质史上赫赫有名的新特提斯洋。
三叠纪早期随着Cimmerian板块从冈瓦纳大陆裂解开， 新特提斯洋开始出现
在接下来的60Ma，Cimmerian板块在洋脊扩张的影响下，持续向东北向推移，使得古特提斯洋的范围不断缩小。最终在侏罗纪（150Ma）时期随着辛梅利亚（Cimmerian）块体向北行进，古特提斯洋最终闭合，其海洋地壳侵入至板块下方。

### 新特提斯洋的消亡
中-晚白垩世（距今100Ma）时，冈瓦纳大陆破裂为不同的板块，南美洲与非洲板块分开，非洲板块与印度板块开始向北移动，使得新特提斯洋的范围开始缩小。最终随着印度板块与欧亚板块拼贴在一起，新特提斯洋主体消亡。

## 歷史理論

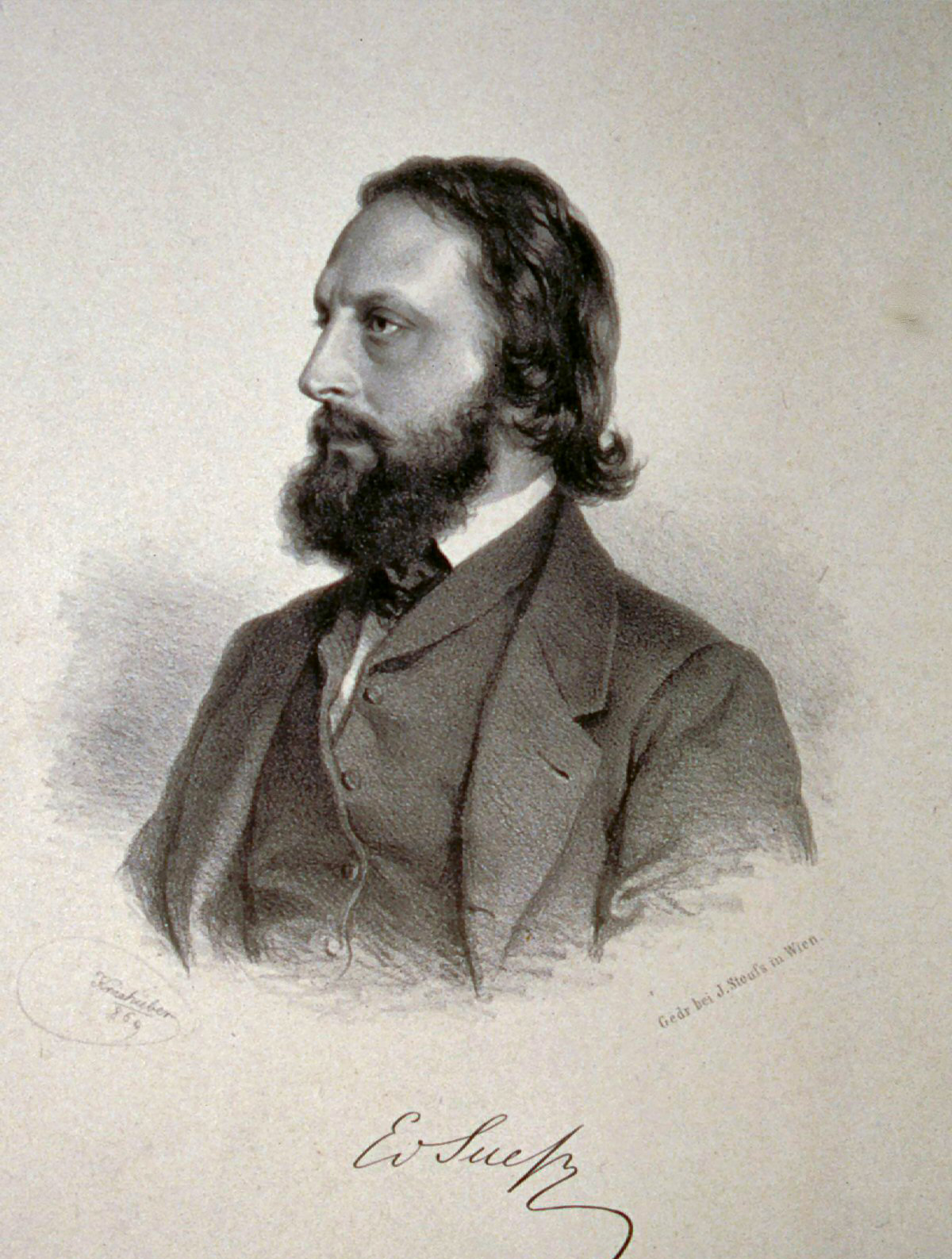
地质学家愛德華·休斯（Eduard Suess），1869年。

1885年，奥地利地质学家Melchior Neumayr从中生代海洋沉积物及其分布推断出特提斯洋的存在，并命名为“中央地中海”（Zentrales Mittelmeer），並將其描述為一條侏羅紀海道，從加勒比海延伸到喜馬拉雅山。
1893年，奧地利地質學家愛德華·休斯（Eduard Suess）根據阿爾卑斯山脈與非洲的化石紀錄，
提出過去在勞亞大陸與岡瓦納大陸之間，曾有個淺內海存在，并将其命名為特提斯海（Tethys Sea），以希臘神話中的海神忒堤斯為名。後來提出的板塊構造論，推翻了休斯的許多假設，並將特提斯海改為特提斯洋（Tethys Ocean）。但是，休斯的特提斯海概念仍有其正確處，並在當時引起相當大的關注，因此休斯仍被認為是特提斯海與特提斯洋的發現者。
在20世紀後期的幾十年間，Uhlig (1911)、Diener (1925)及Daque (1926)等「流動論」地質學家認為特提斯是兩個超大陸之間的一個大槽，從古生代晚期一直持續到岡瓦納所衍生的大陸碎片將其湮滅為止。
然而，從1920年代到1960年代，「固定論」地質學家將特提斯視為一個複合槽，經過一系列造山運動週期演變而成。他們使用「Paleotethys」、「Mesotethys」及「Neotethys」等名詞，分別代表加里東造山運動、华力西造山运动及阿爾卑斯山造山作用。在1970和1980年代，這些名詞和'Proto-Tethys'被不同的作者用在不同的意義上，但是單一海洋從東方楔入盤古大陆 (Pangea)的概念仍然存在，大概就是休斯第一次提出的地方。

## 外部連結
- . Palaeos Earth網站. （原始内容存档于2010-12-20）.
- 特提斯洋的圖片 - 地球歷史網站